# Désanne van Brederode
Désanne van Brederode (Utrecht, 2 november 1970) is een Nederlandse schrijfster en filosofe.

## Biografie
Van Brederode, dochter van een voormalige jezuïet en priester, studeerde filosofie aan de Vrije Universiteit Amsterdam en debuteerde in 1994 met haar roman Ave verum corpus ("Gegroet waarlijk lichaam", verwijzend naar de eucharistische hymne uit de veertiende eeuw, Ave verum corpus). Zij schrijft en houdt lezingen, vaak over levensbeschouwelijke thema's. Van Brederode publiceerde onder meer in De Groene Amsterdammer. Ook werkte zij mee aan het literaire radioprogramma Knetterende Letteren (Cultura 24).
Samen met Josien Laurier, Lucy Vermij en Elsbeth Brouwer voerde ze in 1996 de redactie over het tijdschrift Ciao, Bella!, waarvan slechts één nummer is uitgebracht, door uitgeverij Vassalucci.
Sinds 2006 verzorgde zij enige jaren regelmatig een column in het televisieprogramma Buitenhof. In 2007 won ze de Literatuurprijs Gerard Walschap-Londerzeel. Ze schrijft ook columns voor De Nieuwe Koers en Tertio.
In 2013 werd Van Brederode bestuurslid van Het Syrische Comité, een bestuursfunctie die ze ook in 2022 nog vervulde, maar in maart 2023 niet meer.

## Persoonlijk
Van Brederode was gehuwd met de Volkskrant-redacteur en literatuurcriticus Arjan Peters. Zij hebben een zoon.